# Отделение 3 (Алматинская область)
Отделение 3 (каз. Бөлімше 3) — населённый пункт в Алматинской области Казахстана. Находится в подчинении городской администрации Талдыкорган. Входит в состав Еркинского сельского округа. Отделение 3 расположено на автодороге А-3 примерно в 7 км к юго-западу от центра Талдыкорган. Код КАТО — 191039200.

## Население
В 1999 году население населённого пункта составляло 353 человека (172 мужчины и 181 женщина). По данным переписи 2009 года, в населённом пункте проживало 626 человек (324 мужчины и 302 женщины).